# 天主教皮亞琴察-博比奧教區
天主教皮亞琴察-博比奧教區（拉丁語：Dioecesis Placentina-Bobiensis）是義大利一個天主教教區。教區屬摩德納-諾南托拉總教區。
教區管轄皮亞琴察省大部以及帕爾馬省、帕維亞省和熱那亞省小部，2004年時有265,000名教友，佔總人口96.4%。教區有428個堂區和374名司鐸。
現任教區主教為亞德·切沃洛托，榮休主教為若望·阿姆布羅肖。

## 歷史
皮亞琴察教區傳統上被認為是在4世紀成立，第一位主教是聖維多，原屬米蘭總教區，7世紀末至1155年屬拉韋納總教區。教區此後直屬聖座，1976年12月8日後轉屬摩德納總教區。
博比奧教區起源於聖高隆邦在614年興建的隱修院，並且在628年6月11日成為聖座直轄的地區，1014年2月14日正式成為教區。
教區在拿破崙統治時期被撤銷（1803年－1817年7月17日），聖高隆邦隱修院於1923年8月4日併入教區。熱那亞總教區總主教於1973年起成為博比奧教區的宗座署理，熱那亞總教區與博比奧教區於1986年9月30日合併，博比奧教區於1989年9月16日改與皮亞琴察教區合併。